# Renée Erdős
Renée Erdős, född 7 maj 1878, död 7 juli 1956, var en ungersk författare.
Erdős intog en bemärkt ställning i sin tids ungerska litteratur. Hennes talrika diktsamlingar visade på ett starkt temperament, färgglädje och fantasi samt ett säkert formspråk. Efter en långvarig vistelse i Italien konverterade hon 1909 till katolicismen, något som för en tid satte en tydlig religiös prägel på hennes diktning. Erdős utgav ett flertal romaner. Hennes skådespel János tanítvány ("Lärjungen Johannes") med bibliskt ämne rönte stor uppskattning.